# Clark (Missouri)
Pour les articles homonymes, voir Clark.
Clark est une ville du comté de Randolph, dans le Missouri, aux États-Unis,. Située au sud-est du comté, elle est incorporée en 1928. La ville est baptisée en mémoire de John Bullock Clark Jr. (en), héros de la guerre de Sécession.

## Démographie
Lors du recensement de 2010, la ville comptait une population de 294 habitants. Elle est estimée, en 2016, à 294 habitants.

### Source de la traduction
- (en) Cet article est partiellement ou en totalité issu de l’article de Wikipédia en anglais intitulé « Clark, Missouri » (voir la liste des auteurs).